# Johan Lewenhaupt
 Johan Erik Welam Claësson Lewenhaupt, född 8 juni 1961 i Hyltinge församling, Södermanlands län, är en svensk greve, journalist och författare.

## Familj
Johan Lewenhaupt tillhör den grevliga ätten Lewenhaupt nr 2. Han är son till fotografen greve Claës Lewenhaupt och grevinnan Anna Wachtmeister af Johannishus. Han gifte sig den 29 april 1989 med Gendery Torrico. De har en son och två döttrar.

## Priser och utmärkelser
- Årets Pandabok 2003

1. 1 2  Sveriges befolkning 1990, Riksarkivet, 2011, ISBN 978-91-88366-91-7, läst: 12 september 2021.[källa från Wikidata]
2. ↑  Libris, Kungliga biblioteket, 7 januari 2013, Libris-URI: fcrv0jhz5c1vgmv, läst: 24 augusti 2018.[källa från Wikidata]
3. ↑   Sveriges Adelskalender. Stockholm: Riddarhusdirektionen. 2022. sid. 485. ISBN 978-91-519-1448-0